# Рубикова коцка
Рубикова коцка (позната и као Магична коцка или Мађарска коцка) је механичка 3Д комбинациона слагалица коју је 1974. године изумео мађарски проналазач и професор архитектуре Ерне Рубик (мађ. Rubik Ernő). Коцка је састављена од 54 мањих пластичних квадрата који се врте око средишњег језгра. Свака од шест страница које чине коцку у решеном облику је различите боје. Сматра се једном од најпродаванијих играчка у свету, јер је до 2005. године продата у више од 300 милиона примерака. Сличан изум професора Ернеа јесте и Рубикова змија.
Изворно названа Магична коцка, слагалица је лиценцирана од стране Рубика, а од 1980. године је продаје Ideal Toy Corp. преко бизнисмена Тибора Лација и Севена Таунса оснивача Том Кремера, и освајач специјалне награде Немачке игре године за најбољу слагалицу године. До јануара 2009. године, продано је преко 350 милиона коцки широм света, чиме је ова слагалица постала најпродаванија на свету.
Код класичне Рубикове коцке, свако од шест лица је прекривено са девет налепница, а свака је једне од шест боја: бела, црвена, плава, наранџаста, зелена, и жута. У тренутно продаваним моделима, бела је насупрот жуте, плава је насупрот зелене, и наранџаста је насупрот црвене, а црвена, бела и плава су распоређене у смеру казаљке на сату. На пређашњим коцкама, позиција боја је варирала од коцке до коцке. На пређашњим коцкама, позиција боја је варирала од коцке до коцке. На пређашњим коцкама, позиција боја је варирала од коцке до коцке брзински слагачи коцке и даље тренирају слагање ове и других модификованих слагалица, те се такмиче за најбрже време у различитим категоријама. Од 2003. године, Светска асоцијација коцке, међународно управно тело Рубикове коцке, организује такмичења и врши евиденцију светских рекорда.

## Концепција и развој

### Претходни покушаји
У марту 1970. године, Лари Николс је изумео 2×2×2 „Слагалицу са ротирајућим деловима у групама” и поднео канадску пријаву патента за то. Николсова коцка је држана заједно помоћу магнета. Николсу је одобрен U.S. Patent 3.655.201 11. априла 1972. године, две године пре него што је Рубик изумео своју коцку.
Дана 9. априла 1970. године, Франк Фокс је патентирао „Сферикал 3×3×3”. Свој УК патент (1344259) је добио 16. јануара 1974. године.

### Рубиков изум
Средином 1970-тих, Ерне Рубик је радио у Одељењу за дизајн ентеријера на Академији примењених уметности и заната у Будимпешти. Иако је опште позната прича да је коцка направљена као наставно средство које би помогло студентима да боље разумеју 3Д објекте, њена стварна сврха је била решавање структурних проблема кретања покретних делова самостално, без распада целог система. Ерне заправо није шватио да је створио слагалицу док је није први пут помешао, након чега је покушао да је поправи. Рубик је добио мађарски патент ХУ170062 за његову „Магичну коцку” 1975 године. Рубикова коцка је прво названа Магична коцка (Bűvös коцка) у Мађарској. Слагалица није патентирана међународно исте године као оригинални патент. Закон о патентима је касније спречио могућност патентирања. Идеал је желео барем препознатљиво име за заштитни знак. Тада је Рубик дошао у центар пажње, јер је магична коцка преименована у име њеног изумитеља 1980 године.
Прва тест серија Магичних коцки је произведена крајем 1977. године и издана је у трговинама играчки Будимпеште. Магична коцка је држана заједно помоћу блокаде од комада пластике који је спречавао да се слагалица лако растави, за разлику од магнета у Нихолсовом дизајну. У септембру 1979. године, потписан је уговор са Идеалом да изда Магичну коцку широм света, и слагалица је направила свој међународни деби на сајмовима играчака у Лондону, Паризу, Нирнбергу и Њујорку, током јануара и фебруара 1980. године.
Након њеног међународног дебија, напредак коцке према полицама продавница играчака на западу је накратко заустављен, тако да би се на западу могла производити сигурно и са амбалажним спецификацијама. Произведена је лакша коцка, и Идеал је одлучио да је преименује. Разматрани су „Гордијев чвор” и „Злато Инка”, али компанија се коначно одлучила за име „Рубикова коцка”, и прва серија је извезена из Мађарске у мају 1980. године.

## Имитације
Искористивши почетне недостатке коцке, појавиле су се многе имитације и варијације, од којих је много можда прекршило један или више патената.
Данас, патенти су истекли, тако да многе кинеске компаније производе копије, у неким случајевима са побољшањима, дизајна Рубика и В-коцке. Најпопуларније су компаније Бао Даћинго (包大庆) и Дајано (大雁, дословно Велика гуска), које производе моделе Гухонг (孤鸿, дословно Усамљена лабудова гуска), Џанчи (展翅, дословно Ширење крила) и сада Панши (磐石, дословно Чврсти камен), међу осталим. Особе које брзински решавају коцку дају предност овим испред оригиналних коцки због своје лакоће при окретању.

### Историја патента
Николс је свој патент приписао свом послодавцу Молекулон Рисерч Корп, која је тужила Идеал 1982. године. Две године касније, Идеал је изгубио због повреде патента, након чега су уложили жалбу. Године 1986, апелациони суд је потврдио пресуду да је Рубикова 2×2×2 џепна коцка нарушила Николсов патент, али је укинуо пресуду за Рубикову 3×3×3 коцку.
Чак и док је пријава Рубиковог патента била у обради, Терутоши Ишиги, саомуки инжињер и власник жељезаре у близини Токија, поднео је пријаву за јапански патент готово идентичног механизма, који је и добио 1976. године (Јапански патент издање ЈП55-008192). До 1999. године, када је извршена измена јапанског закона о патентима, уред за јапанске патенте је одобравао јапанске патенте који су били необелодањени у Јапану, без потребе да буду новитет у свету. Стога, у то време Ишигијев патент је генерално прихваћен као независан нови изум. Рубик је пријавио још неке патенте 1980. године, укључујући и други мађарски патент 28. октобра. У Сједињеним Америчким Државама, Рубик је добио U.S. Patent 4.378.116 29. марта 1983, за своју коцку. Овај патент је истекао 2000. године.
Грчки изумитељ Панагиотис Вердес је 2003. године патентирао методу креирања коцке између 5×5×5, па до 11×11×11, иако је он тврдио да је првобитно мислио о овој идеји око 1985. године. До 19. јуна 2008, модели 5×5×5, 6×6×6, и 7×7×7 су у производњи његове линије "В-коцки". В-коцка се такође производи у димензијама 2×2×2, 3×3×3 и 4x4x4.

## Занимљивости
Тренутни светски рекорд у решавању Рубикове коцке држи Кинески Yusheng Du са 3,47 секунди. Помоћу робота Рубикова коцка може да се сложи за 0,637 секунди.